# Formularios de Microsoft
Formularios de Microsoft (en inglés Microsoft Forms, anteriormente Office Forms) es un creador de encuestas en línea, parte de Microsoft 365. Lanzado por Microsoft en junio de 2016. Permite a los usuarios crear encuestas y cuestionarios con marcado automático. Los datos se pueden exportar a Microsoft Excel.

## Suplantación de identidad y fraude
En 2018, Microsoft sufrió a una ola de ataques de phishing, por lo que a principios de 2021, Microsoft usa algoritmos para detectar y bloquear automáticamente los intentos de phishing con Microsoft Forms. Además, Microsoft aconseja a los usuarios que usan formularios que no envíen información personal, como contraseñas, en un formulario o encuesta. También coloca un aviso similar debajo del botón "Enviar" en cada formulario creado con Formularios, advirtiendo a los usuarios que no den su contraseña.